# Kepler-20
Kepler-20 är en ensam stjärna belägen i den mellersta delen av stjärnbilden Lyran. Den har en skenbar magnitud av ca 12,51 och kräver ett kraftfullt teleskop för att kunna observeras. Baserat på parallax enligt Gaia Data Release 3 på ca 3,49 mas, beräknas den befinna sig på ett avstånd på ca 934 ljusår (ca 286 parsek) från solen. Den rör sig närmare solen med en heliocentrisk radialhastighet på ca -22 km/s.

## Egenskaper
Kepler-20 är en gul till vit stjärna i huvudserien av spektralklass G8 V. Den har en massa som är ca 0,93 solmassa, en radie som är ca 0,92 solradie och har en effektiv temperatur av ca 5 500 K. Stjärnan kan vara äldre än solen, men osäkerheten om dess ålder är relativt stor.

## Planetsystem

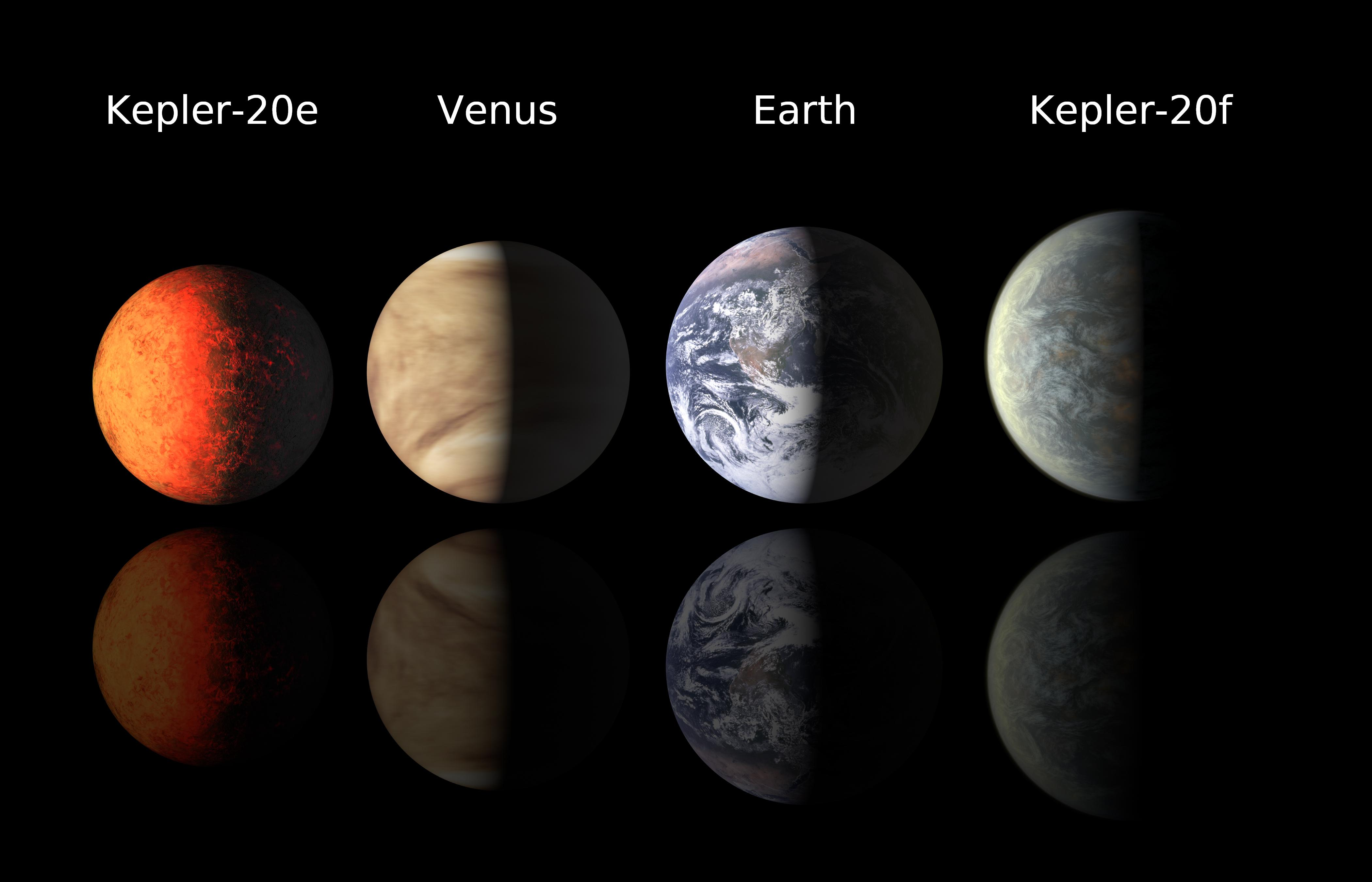
Storleksjämförelse mellan Kepler-20e och Kepler-20f (konstnärsintryck) med Venus och jorden (faktiska fotografier)

Den 20 december 2011 rapporterade Kepler Space Telescope-teamet upptäckten av ett femplanetssystem innehållande tre små gasjättar och de två första exoplaneterna i jordstorlek, Kepler-20e (den första kända extrasolära planeten som är mindre än jorden som kretsar kring en huvudseriestjärna) och Kepler-20f, som kretsar kring en solliknande stjärna. Även om planeterna är lika stora som jorden, är de inte jordlika i det avseendet att de är mycket närmare dess stjärna än jorden, och är därför inte nära den beboeliga zonen, med förväntade yttemperatur på 760 respektive 427 °C. De tre andra planeterna i Neptunusstorlek i systemet, Kepler-20b, Kepler-20c och Kepler-20d, kretsar alla på liknande sätt nära stjärnan.
Endast övre gräns för massan av e och f är kända. Deras massa är osäker eftersom de är för små för att upptäcka via mätning av radiell hastighet med nuvarande teknik. År 2023 är Kepler-20e känd för att vara mindre massiv än jorden.
En studie år 2016 upptäckte en sjätte planet i systemet baserat på observationer av radiell hastighet. Kepler-20g är en icke-transiterande neptunisk värld. Men denna planets existens ifrågasattes 2019, och en icke-detektering rapporterades 2023.
Alla planeter har små snäva resonanser; om de fortsätter utåt är de 3:2, 4:2, 2:1, 4:1. Planetbanorna i nuvarande form är mycket känsliga för störningar som orsakas av yttre planeter, därför kan, om man antar stabilitet, inga ytterligare gasjätteplaneter placeras närmare än 30 AE från moderstjärnan.
| Planet        | Massa                | Halv storaxel (AE) | Siderisk omloppstid (d) | Excentricitet | Inklination         | Radie                 |
| ------------- | -------------------- | ------------------ | ----------------------- | ------------- | ------------------- | --------------------- |
| b             | 9,7 ± 1,3 M🜨         | 0,04565 ± 0,00089  | 3,6961049 ± 0,0000016   | <0,083        | 87,36 +0,22−1,6°    | 1,773 ± 0,030 R🜨      |
| e             | <0,76 M🜨             | 0,0637 ± 0,0012    | 6,0984882 ± 0,0000099   | <0,092        | 87,63 +1,1−0,13°    | 0,821 ± 0,022 R🜨      |
| c             | 11,1 ± 2,1 M🜨        | 0,0936 ± 0,0018    | 10,8540774 ± 0,0000021  | <0,076        | 89,815 +0,036−0,63° | 2,894 ± 0,033 R🜨      |
| f             | <1,4 ± M🜨            | 0,1387 ± 0,0027    | 19,578328 ± 0,000048    | <0,094        | 88,788 +0,43−0,072° | 0,952 +0,047−0,087 R🜨 |
| g (omtvistad) | ≥19,96 +3,08−3,61 M🜨 | 0,2055 ± 0,0021    | 34,940 +0,38−0,35       | ≤0,16         | -                   | -                     |
| d             | 13,4 +3,7−3,6 M🜨     | 0,3474 ± 0,0067    | 77,611455 ± 0,000096    | <0,082        | 89,708 +0,17−0,053° | 2,606 ± 0,039 R🜨      |